# 黄杨冬青
黄杨冬青（学名：Ilex buxoides）为冬青科冬青属的植物，为中国的特有植物。分布于中国大陆的广西、福建、广东等地，生长于海拔800米的地区，多生长于山地密林或疏林中，目前尚未由人工引种栽培。